# William Chalmers

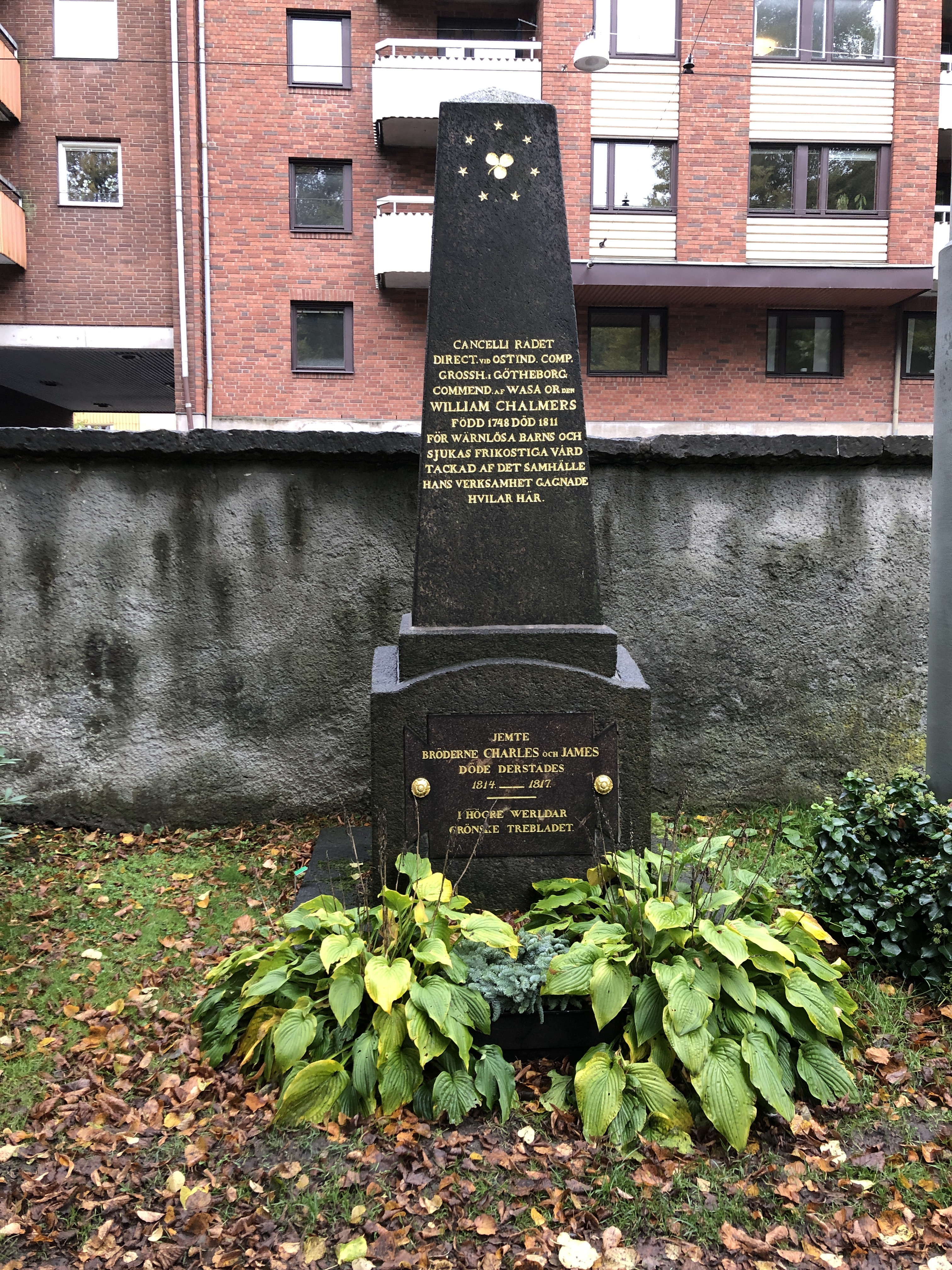
William Chalmers grav på Stampens kyrkogård i Göteborg. (2020)

William Chalmers ([/ˈɕalmɛrs/]), född 1748 i Göteborg, död 1811 på Gårdsten utanför Göteborg, var en svensk köpman, titulärt kansliråd, donator och grundare av den industriskola som sedermera blev Chalmers tekniska högskola.

## Bakgrund
Chalmers växte upp i Göteborg och var son till en skotsk köpman William Chalmers den äldre och hans svenska hustru Inga Chalmers, född Orre (1711–1765). Fadern hade migrerat till Sverige redan 1722. Om William Chalmers ungdomstid är inte mycket känt, men han förlorade tidigt båda föräldrarna. 

## Karriär
År 1775 blev han ledamot av Kungliga Vetenskaps- och Vitterhetssamhället i Göteborg.
Han var det svenska Ostindiska kompaniets kvarliggande superkargör i Kanton och Macao 1783–1793, och kom hem som en förmögen man och blev medlem av kompaniets direktion. Under Napoleonkrigen var han ansvarig för kompaniets förhandlingar om beslagtagna skepp, men under hans tid i utlandet tvingades den kvarvarande direktionen 1809 begära kompaniet i konkurs. Chalmers var tillsammans med köpmannen Peter Bagge initiativtagare till Trollhätte sluss och kanal och blev medlem av Trollhätte-kanalbolags direktion 1793–1800. En av slussarna bär namnet "Chalmers och Bagge". Han erhöll kansliråds titel år 1809.
Tillsammans med handelsmännen Henry Grieg och A F Ritterberg startade William Chalmers Sveriges första mekaniska bomullsspinneri, den 10 april 1795. Verksamheten förlades vid Gamlebokullen utanför Lerum "...Gamlebo Kullen i Elfsborgs Län, Wädhle Härad och Lerums socken". Initiativet hade kommit från Chalmers och handelsmannen Fredrik Hummel. Kraftförsörjningen hämtades från Säveån, och 1799 bestod anläggningen av fyra byggnader varav Spinneribyggnaden var 42 x 13,5 alnar lång och 12,5 alnar hög. Byggnaden uppfördes 1795 över Säveån, och med ena halvan placerad på en ö i ån. Man sysselsatte som mest 120 årsarbetare och omsatte 8 000 riksdaler banco. Den 22 juni 1846 drabbades anläggningen av en svår brand, vilket tillsammans med konkurrensen från Rosendahls spinnerier i Mölndal, gjorde att fabriken aldrig byggdes upp igen.
I sitt testamente, upprättat den 11 juni 1811, bestämde Chalmers, att en gåva på 8 333 riksdaler skulle gå till dövstummeinstitutet på Manilla, samt att hälften av hans återstående egendom skulle tillfalla Sahlgrenska sjukhuset i Göteborg och den återstående hälften frimurarebarnhusdirektionen för att användas till "en framdeles till inrättande bestämd industriskola för fattiga barn, som lärt läsa och skriva". De av Chalmers för sistnämnda ändamål donerade medlen hade 1829 vuxit till något över 109 000 riksdaler banco, när kapitalet efter en längre process överlämnades till Frimurarbarnhusdirektionen.

## Utmärkelser
- Kommendör av Vasaorden, 1801.[7]

## Eftermäle och minnen
Den Chalmerska Slöjde Skolan, som senare kom att bli Chalmers tekniska högskola, invigdes den 5 november 1829.
Chalmersgatan i stadsdelen Lorensberg i Göteborg uppkallades 1872 efter William Chalmers.

## Familj
William var äldst av fyra bröder, de övriga var: James (1751–1817), George Andreas (1753–1756) och Charles (1754–1814).
William Chalmers jordfästes den 9 juli 1811 på Gamla Kyrkogården, nuvarande Stampens kyrkogård. Gravmonumentet bekostades av Chalmerska institutet.